# Беседино (Псковская область)
Бесе́дино — деревня в Великолукском районе Псковской области России. Входит в состав Шелковской волости.

## География
Расположена в центре района, в 5 км к северу от райцентра Великие Луки.

## Население
| 2001 | 2002 | 2010 |
| ---- | ---- | ---- |
| 131  | ↘121 | ↗141 |

Численность населения деревни по оценке на начало 2001 года составляла 131 житель.

## История
С января 1995 до декабря 2005 года деревня входила и с декабря 2014 года снова входит в состав Шелковской волости.  С января 2006 до декабря 2014 года Беседино входило в состав ныне упразднённой Марьинской волости.